# Adam Egerer

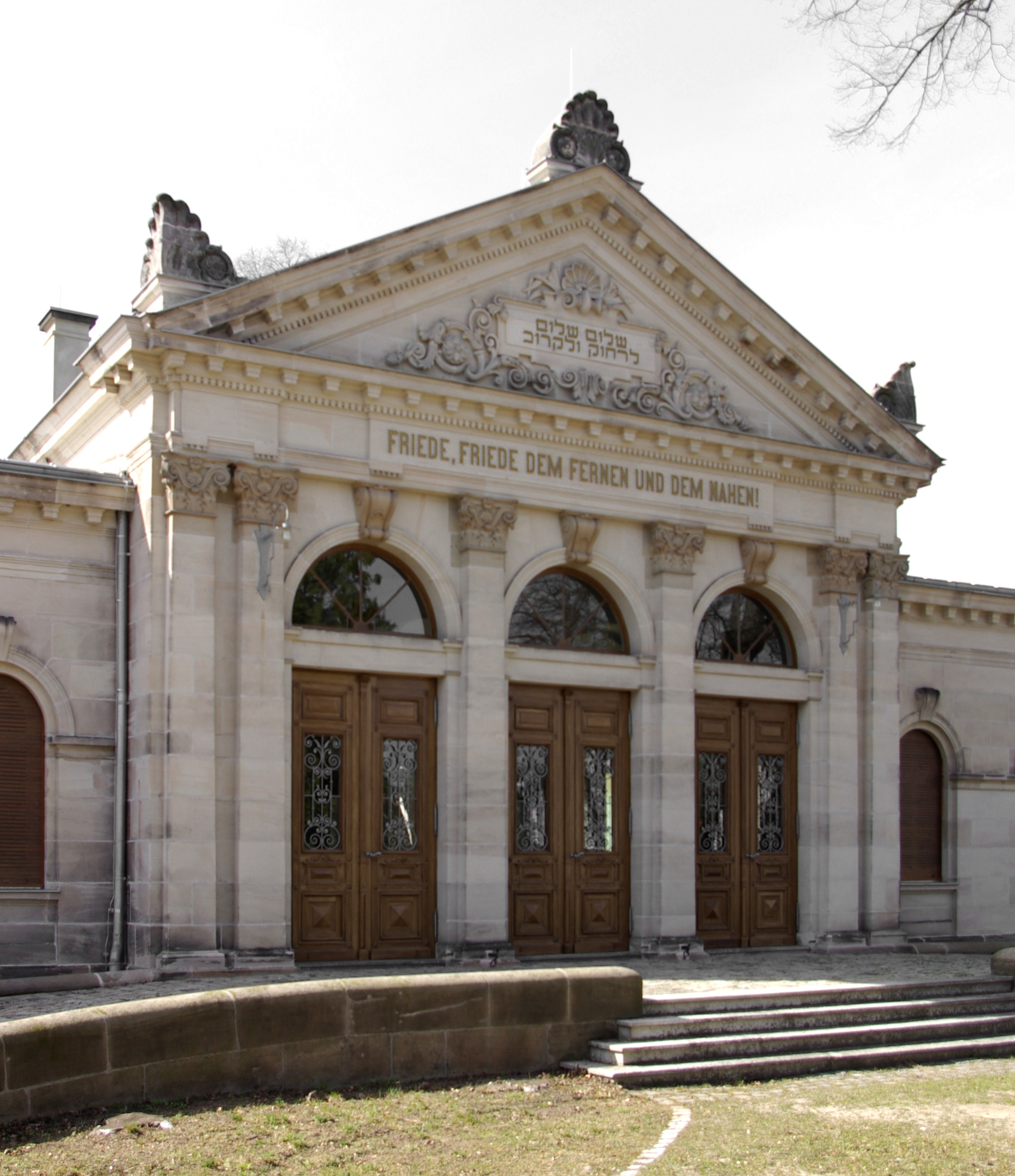
Trauerhalle, jüdischer Friedhof in Fürth, 2011 (Neorenaissance)

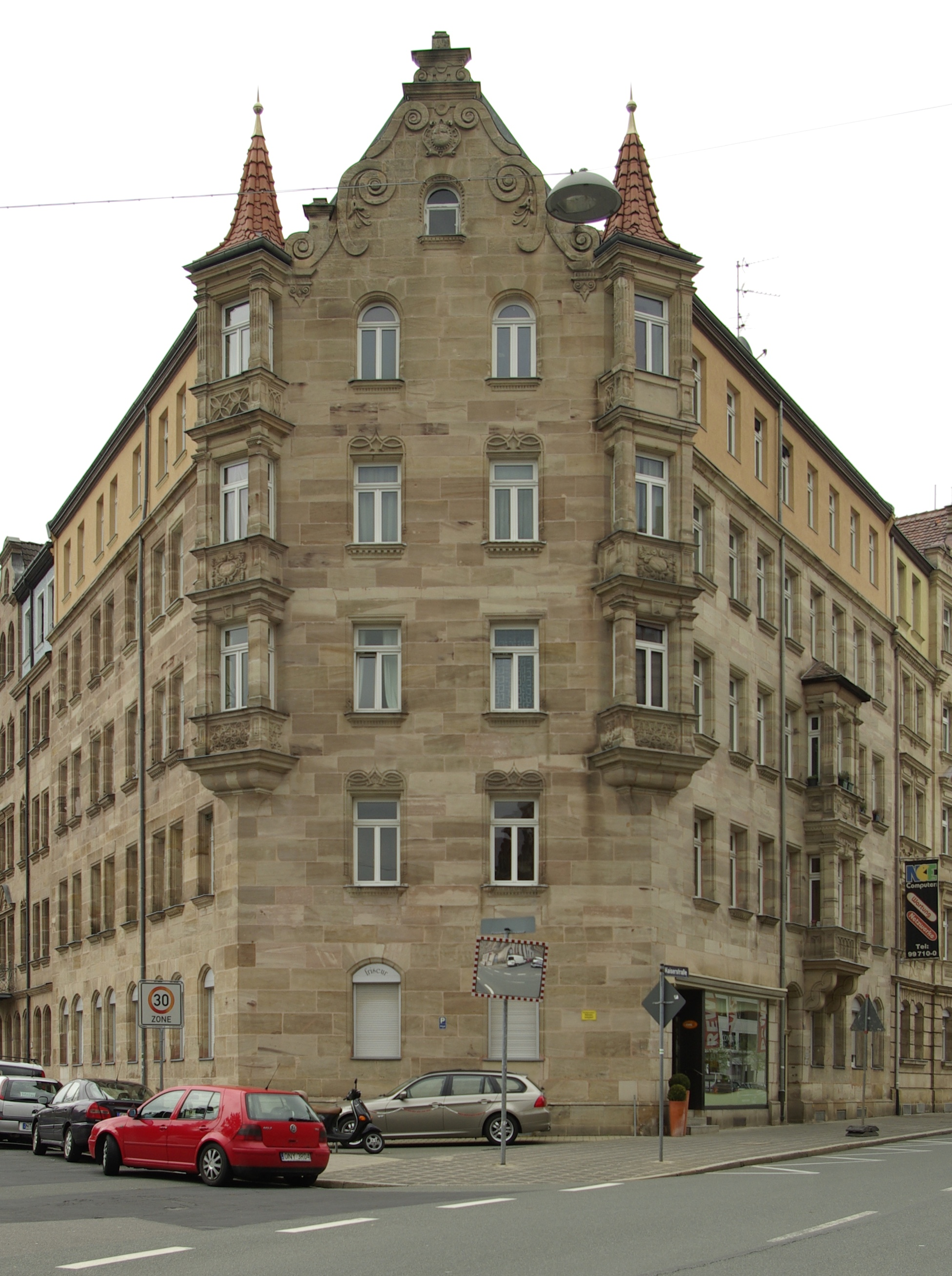
Kaiserstraße 11 in Fürth

Adam Georg Egerer (* 11. August 1859; † 21. Juni 1936 in Fürth) war ein deutscher Architekt, Land- bzw. Kreisrat und kommissarischer Stadtbaurat in Fürth. Er ist wie Fritz Walter vor allem für Bauten des Historismus und des Jugendstils in Fürth bekannt, die bis heute das Stadtbild prägen. 

## Bauten (Auswahl)
Zahlreiche alte Stadtteile von Fürth sind durch Bauten von Adam Egerer geprägt, beispielsweise:
- Hornschuchpromenade 17, 18, 21, 23
- Königswarterstraße 22, 58, 64, 68, 70, 72
- Trauerhalle des neuen jüdischen Friedhofs[1]
- Leichenhalle am Hauptfriedhof (Neoklassizismus)
- Bauleitplanung für den Bismarckturm